# Hieracium melanoglochin
Hieracium melanoglochin es una especie de planta con flor del género Hieracium, de la familia Asteraceae, orden Asterales.

## Distribución
Hieracium melanoglochin se distribuye por Inglaterra.

## Taxonomía
Fue descrita científicamente por (E. F. Linton) P. D. Sell.